# 佐川博男
佐川 博男（さがわ はくお、1917年〈大正6年〉2月8日 - 2004年〈平成16年〉12月）は、日本の居合道家、剣道家。段位は居合道範士九段、剣道教士七段。居合の流派は夢想神伝流。

## 経歴

### 少年期
福島県東白川郡塙町で生まれる。1928年（昭和3年）、福島県立白河中学校（現福島県立白河高等学校）に入学し、剣道部に入部。3年生のころ郡山で開かれた剣道大会で大島治喜太の居合演武を見て、居合を志す。

### 実戦経験
1936年（昭和11年）11月16日、仙台陸軍教導学校を卒業し、軍人として第二次世界大戦では中国戦線に出征した。この戦争での白兵戦の経験から、「日本刀は3人斬ると脂が付いて斬れなくなる」という俗説には否定的であった。佐川が使用した刀は藤原統景の古刀で、これを使っても脂が付いたとは感じもしなかったと述べている。また、部下がトラックの鋼板で作った短刀で牛を解体した際、すぐに脂が付いて切れなくなったが、日本刀の短刀を使うと切れ味は最後まで変わらなかったという。

### 戦後
終戦後の武道禁止期を経て、1949年（昭和24年）頃、駒沢の自宅の近くの道場で稽古が再開された。この道場に中山博道が来訪しており、中山から居合の手ほどきを受けた。1952年（昭和27年）、杉並区高井戸の尚道館道場・岡田守弘に入門。同時に、丸の内にある三菱道場の居合道朝稽古にも参加した。
1972年（昭和47年）、自宅を改築して道場を設立。道場開きの際、参加者から「身を鍛え 魂を磨きて礼節の 心を博めん 後の世の為」という歌を贈られ、その歌に因んで道場名を「博心館」と名付けた。博心館では、少年剣道と夢想神伝流居合を指導した。
東京都剣道連盟居合道部長を務め、1983年（昭和58年）にはドイツの居合道講習会に講師として招かれ、1990年（平成2年）以降は毎年ドイツを訪問指導した。
2004年（平成16年）6月7日、第26回全日本高齢者武道大会（剣道）寿A（85歳以上）の部で優勝。同年12月に死去した。